# Csank János
Csank János (Ózd, 1946. október 27. –) magyar labdarúgókapus, labdarúgóedző, a magyar labdarúgó-válogatott volt szövetségi kapitánya.

## Pályafutása
Az első osztályban aktív vezetőedzők közül nála csak Garami József rendelkezik több mérkőzéssel. Az 1945. utáni edzők közül pedig az élvonalbeli mérkőzésszámot illetően edzőként Garamin kívül csak dr. Lakat Károly és Kovács Ferenc előzi meg. Eredményeit elismerve Vác városa díszpolgárrá avatta az 1994-es magyar bajnoki cím megszerzése után. A Magyar Labdarúgó-szövetség pedig mesteredzői címet adományozott neki.

## Klubjai játékosként
- Ózdi Kohász (1961–1965)
- Debreceni USE (1965–1969)
- Ózdi Kohász (1970–1972)
- Egri Dózsa (1972–79)

### Korábbi klubjai edzőként
- 1983–84: Eger 30 mérkőzés (NB II)
- 1984–85: Eger 30 mérkőzés
- 1985–86: Eger 30 mérkőzés (NB II)
- 1986–87: Békéscsaba 30 mérkőzés
- 1987–88: Békéscsaba 30 mérkőzés
- 1988–89: Békéscsaba 30 mérkőzés
- 1989–90: Vác FC-Samsung 30 mérkőzés
- 1990–91: Vác FC-Samsung 30 mérkőzés
- 1991–92: Vác FC-Samsung 30 mérkőzés
- 1992–93: Vác FC-Samsung 30 mérkőzés
- 1993–94: Vác FC-Samsung 30 mérkőzés
- 1994–95: Vác FC-Samsung 30 mérkőzés
- 1995–96: Proodeftiki Pireusz (Görögország, másodosztályú)
- 1998–99: Vác–Zollner 34 mérkőzés
- 1999–00: Videoton 34 mérkőzés (NB II)
- 2000–01: Ferencváros 36 mérkőzés
- 2001–02: Ferencváros 22 mérkőzés
- 2001–02: Siófok 11 mérkőzés (NB I B)
- 2002–03: Siófok 32 mérkőzés
- 2003–04: Videoton 32 mérkőzés
- 2005–06: Sopron 6 mérkőzés
- 2005–06: Győr 15 mérkőzés
- 2006–07: Diósgyőr 30 mérkőzés
- 2007–08: Ferencváros 22 mérkőzés (NB II); felmentve 2008. április 17-én
- 2008–09: Zalaegerszeg 30 mérkőzés
- 2009–10: Zalaegerszeg 30 mérkőzés
- 2010–11: Zalaegerszeg 30 mérkőzés
- 2011–12: Zalaegerszeg 7 mérkőzés; felmentve 2011. aug. 27-én; Gyirmót FC Győr (NB II) 20 mérkőzés
- 2012–13: Gyirmót FC Győr (NB II) 30 mérkőzés

### Legjobb eredményei edzőként felnőtt csapatoknál
- Magyar kupagyőztes (Békéscsabai Előre Spartacus 1988, a döntőben: Békéscsaba–Bp. Honvéd 3–2), 2. helyezett (Vác FC-Samsung 1991, a döntőben: Ferencváros–Vác 1–0; Vác FC-Samsung 1992, a döntőben: Újpesti TE–Vác 1–0, Vác FC-Samsung 1995, a döntőben: Ferencváros–Vác 2–0, 4–3, Zalaegerszegi TE 2010, a döntőben: Debreceni VSC-Zalaegerszeg 3-2)
- Bajnoki cím (Vác FC-Samsung 1994, Ferencváros 2001)
- Második helyezés az NB I-ben (Vác FC-Samsung 1991/92, Vác FC-Samsung 1992/93)
- Csapataival jogot szerzett a nemzetközi kupákban való induláshoz: Bajnokok Ligája (1994, a Vác FC-Samsunggal, 2001, a Ferencvárossal), Kupagyőztesek Európa Kupája (1988, a Békéscsabával, 1995, a Vác FC-Samsunggal), UEFA-kupa (1991, a Vác FC-Samsunggal, 1992, a Vác FC-Samsunggal, 1993, a Vác FC-Samsunggal). 2005 őszén a Sopron csapatával indulhatott az UEFA-kupában, de a Magyar Kupa-győzelmet nem ő, hanem még Pintér Attila harcolta ki edzőként. Európa Liga (2010, a Zalaegerszeg csapatával).
- Továbbjutás nemzetközi kupamérkőzésen: Békéscsabai Előre Spartacus (1988, KEK-selejtező: Békéscsaba–Byrne (norvég) 3–0, 1–2), Vác FC-Samsung (1992, UEFA-kupa, 1. forduló: Vác–Groningen (holland) 1–0, 1–1)
- Győzelem nemzetközi kupamérkőzésen: Kupagyőztesek Európa Kupája (1988, selejtező: Békéscsaba–Byrne (norvég) 3–0), 1988, 1. forduló: Békéscsaba–Sakaryaspor (török) 1–0). UEFA-kupa (1991, 1. forduló: Vác-Dinamo Moszkva (orosz) 1–0, 1992, 1. forduló: Vác–Groningen (holland) 1–0, 1993, 1. forduló: Vác–Apollon Limassol (ciprusi) 2–0).
- Játékosai közül NB I-es gólkirály: Orosz Ferenc, Vác FC–Samsung (1991/92; a siófoki Fischer Pállal együtt 16–16 góllal), Répási László, Vác FC–Samsung (1992/93, 16 gól).
- Játékosai közül felnőtt magyar válogatott lett 10 játékos 45 alkalommal: Szekeres József (Békéscsaba, 5 alkalommal), Bánfi János (Vác, 5 alkalommal), Füle Antal (Vác, 1 alkalommal), Hahn Árpád (Vác, 2 alkalommal), Koszta János (Vác, 3 alkalommal), Nagy Tibor (Vác, 17 alkalommal), Orosz Ferenc (Vác, 2 alkalommal), Puglits Gábor (Vác, 7 alkalommal), Répási László (Vác, 1 alkalommal), Zombori András (Vác, 2 alkalommal).
- Játékosai közül felnőtt magyar válogatottként tagja volt a győztes magyar csapatnak 6 játékosa 13 alkalommal: Szekeres József 1 alkalommal (Békéscsaba, Lengyelország ellen 5–3), Bánfi János 2 alkalommal (Vác, Katar ellen 4–1, Írország ellen 4–2), Füle Antal 1 alkalommal (Vác, Luxemburg ellen 1–0), Koszta János 1 alkalommal (Vác, India ellen 2–1), Nagy Tibor 7 alkalommal (Vác, India ellen 2–1, Spanyolország ellen 4–2, Ciprus ellen 2–0, Ukrajna ellen 2–1, Luxemburg ellen 3–0, Katar ellen 4–1, Japán ellen 1–0), Puglits Gábor 1 alkalommal (Vác, Luxemburg ellen 1–0)
- Játékosai közül felnőtt magyar válogatottként gólt szerzett: Nagy Tibor (1992. augusztus 26., Nyíregyháza: Magyarország–Ukrajna 2–1. A gólt a játékos a 90. percben szerezte, ezzel győzelemhez segítve a magyar válogatottat.)
- Bajnoki cím a másodosztályban: Eger (1984), Videoton (2000), Siófok (2002)
- Feljutás az élvonalba: Eger (1984, 1986), Videoton (2000), Siófok (2002)

### NB I-es pályafutása
- Meccsek edzőként: 542<

### NB II-es pályafutása

#### Gyirmót FC
A 2013-as nyári átigazolási időszakban menesztették a Gyirmót FC csapatától. Az NB II Nyugati csoportjában szereplő együttes vezetői a szezon előtt jelezték, a megfelelő klubmodell kialakítása, az infrastruktúra fejlesztése és az elmúlt években a keret megerősítésére elköltött pénz tükrében a csapat végre kiharcolhatná az NB I-es szereplés jogát. 2012 márciusában vette át a szakmai munkát Soós Imre vezetőedzőtől, ám az MTK tizenkét pontos előnyét esélye sem volt ledolgozni a gyirmóti együttesnek. A nyáron aztán a keret meghatározó labdarúgói a klubnál maradtak, érkeztek újak is, együtt dolgozhatott volt élvonalbeli labdarúgókkal: Balog Zoltánnal(FTC), Csizmadia Csabával(Fehérvár, FTC), Gévay Zsolttal(Paks), Holczer Ádámmal(FTC), Nagy II Gáborral és Magasföldi Józseffel, aki együttese házi gólkirálya lett.

### Szövetségi kapitányként
- Szerződésének időtartama: 1996. április 1.–1998. június 30.

A Magyar Labdarúgó-szövetség elnöksége 1996. március 29-én Mészöly Kálmánt az izlandiak elleni Európa-bajnoki selejtezőn elért 1–0 arányú győzelem után (1995. november 11., Budapest) felmentette szövetségi kapitányi tisztségéből, és helyébe Csank Jánost nevezte ki. Az edző azt vállalta szerződésében, hogy az 1998-as franciaországi világbajnokság selejtező mérkőzésein az európai 3. selejtezőcsoportban a második helyen végez a válogatottal (ez sikerült is).
Szerződését nem töltötte ki, a Magyar Labdarúgó-szövetség elnöksége a jugoszlávoktól elszenvedett világbajnoki pótselejtező mérkőzések után (október 29., Budapest: 1–7, november 15., Belgrád: 0–5) 1998. március 10-én felmentette szövetségi kapitányi tisztségéből, és helyébe Bicskei Bertalant nevezte ki.
- Mérlege szövetségi kapitányként:

19 mérkőzés,
6 győzelem (Azerbajdzsán és Málta ellen kétszer-kétszer, valamint az Arab Emírségek és Finnország ellen),
3 döntetlen (Norvégia, Svájc és Finnország ellen),
10 vereség (Horvátország, Ausztria, Anglia, Olaszország, Norvégia, Ausztrália, Svájc, Lengyelország, valamint Jugoszlávia ellen két vb-pótselejtezőn),
23 szerzett gól,
37 kapott gól.
- Mérlege szövetségi kapitányként tétmérkőzésen: 3 győzelem, 3 döntetlen, 4 vereség, 11 szerzett és 20 kapott gól.

Világbajnoki selejtező csoportmérkőzéseken (európai 3. csoport) sorrendben: Finnország 1–0 (otthon), Norvégia 0–3 (idegenben), Azerbajdzsán 3–0 (idegenben), Svájc 0–1 (idegenben), Norvégia 1–1 (otthon), Svájc 1–1 (otthon), Azerbajdzsán 3–1 (otthon), Finnország 1–1 (idegenben). A magyar csapat Norvégia (1. hely, 20 pont, döntőbe jutás egyenes ágon) mögött a második helyen végzett (3 győzelem, 3 döntetlen, 2 vereség, 10 szerzett, 8 kapott gól) 12 ponttal (3. Finnország 11, 4. Svájc 10, 5. Azerbajdzsán 2 pont), és ezzel megszerezte a jogot arra, hogy a jugoszlávok ellen (ők az európai 6. csoportban a spanyolok mögött lettek a másodikok) pótselejtezőt játszhasson az 1998-as franciaországi világbajnokság 32-es döntőjébe való jutásért. (Ez 1986 óta rajta kívül egyetlen szövetségi kapitánynak sem sikerült – sem világbajnoki, sem Európa-bajnoki selejtezőkön.) A két pótselejtezőn előbb Budapesten 7–1, majd a visszavágón Belgrádban 5–0 arányú vereséget szenvedett a magyar válogatott, így az ellenfél jutott el a franciaországi vb-re.
A 19 mérkőzésen 10-szer játszott otthon a válogatott (mérleg: 4 győzelem, 2 döntetlen, 4 vereség, 14 szerzett és 18 kapott gól), 9-szer pedig idegenben (mérleg: 2 győzelem, 1 döntetlen, 6 vereség, 9 szerzett és 19 kapott gól). Huszonhárom gólunkból Klausz László 4-et, Urbán Flórián és Orosz Ferenc 3–3-at, Nyilas Elek, Halmai Gábor, Kovács Zoltán és Illés Béla 2–2-t, Nagy Norbert, Plókai Attila, Sebők Vilmos és Lipcsei Péter 1–1-et szerzett. A huszonharmadik gól a Finnország elleni vb-selejtező visszavágóján született a 92. percben, hosszabbítás után, a finnek 1–0-s vezetésénél. (Ez az eredmény azt jelentette volna, hogy nem mi, hanem a finn csapat játszhat pótselejtezőt a jugoszlávokkal.) Ekkor azonban egy magyar támadásnál az ide-oda pattogó labda több finn játékost, majd Moilanen kapust is érintve valahogyan beszédült a finn kapuba. Az öngóllal 1–1-re alakult az eredmény, ami azt jelentette, hogy a finnek a csoportban mögöttünk végezve kiestek a további küzdelmekből, mi pedig a csoport második helyén befutva pótselejtezőre kaptunk lehetőséget.

## Statisztika

### Mérkőzései szövetségi kapitányként
| Magyarország | Magyarország         | Magyarország                | Magyarország  | Magyarország | Magyarország            | Magyarország | Magyarország | Magyarország |
| #            | Dátum                | Helyszín                    | Hazai         | Eredmény     | Vendég                  | Kiírás       | Gólok        | Esemény      |
| ------------ | -------------------- | --------------------------- | ------------- | ------------ | ----------------------- | ------------ | ------------ | ------------ |
| 1.           | 1996. április 10.    | Eszék                       | Horvátország  | 4 – 1        | Magyarország            | barátságos   | -            |              |
| 2.           | 1996. április 24.    | Budapest, Népstadion        | Magyarország  | 0 – 2        | Ausztria                | barátságos   | -            |              |
| 3.           | 1996. május 18.      | London, Wembley Stadion     | Anglia        | 3 – 0        | Magyarország            | barátságos   | -            |              |
| 4.           | 1996. június 1.      | Budapest, Népstadion        | Magyarország  | 0 – 2        | Olaszország             | barátságos   | -            |              |
| 5.           | 1996. augusztus 14.  | Siófok                      | Magyarország  | 3 – 1        | Egyesült Arab Emírségek | barátságos   | -            |              |
| 6.           | 1996. szeptember 1.  | Budapest, Népstadion        | Magyarország  | 1 – 0        | Finnország              | vb-selejtező | -            |              |
| 7.           | 1996. október 9.     | Oslo                        | Norvégia      | 3 – 0        | Magyarország            | vb-selejtező | -            |              |
| 8.           | 1996. november 10.   | Bakı                        | Azerbajdzsán  | 0 – 3        | Magyarország            | vb-selejtező | -            |              |
| 9.           | 1997. március 19.    | Valletta                    | Málta         | 1 – 4        | Magyarország            | barátságos   | -            |              |
| 10.          | 1997. április 2.     | Budapest, Népstadion        | Magyarország  | 1 – 3        | Ausztrália              | barátságos   | -            |              |
| 11.          | 1997. április 30.    | Zürich                      | Svájc         | 1 – 0        | Magyarország            | vb-selejtező | -            |              |
| 12.          | 1997. június 8.      | Budapest, Népstadion        | Magyarország  | 1 – 1        | Norvégia                | vb-selejtező | -            |              |
| 13.          | 1997. augusztus 6.   | Siófok                      | Magyarország  | 3 – 0        | Málta                   | barátságos   | -            |              |
| 14.          | 1997. augusztus 20.  | Budapest, Népstadion        | Magyarország  | 1 – 1        | Svájc                   | vb-selejtező | -            |              |
| 15.          | 1997. szeptember 6.  | Varsó                       | Lengyelország | 1 – 0        | Magyarország            | barátságos   | -            |              |
| 16.          | 1997. szeptember 10. | Budapest, Üllői úti Stadion | Magyarország  | 3 – 1        | Azerbajdzsán            | vb-selejtező | -            |              |
| 17.          | 1997. október 11.    | Helsinki                    | Finnország    | 1 – 1        | Magyarország            | vb-selejtező | -            |              |
| 18.          | 1997. október 29.    | Budapest, Üllői úti Stadion | Magyarország  | 1 – 7        | Jugoszlávia             | vb-selejtező | -            |              |
| 19.          | 1997. november 15.   | Belgrád                     | Jugoszlávia   | 5 – 0        | Magyarország            | vb-selejtező | -            |              |
|              | Összesen             |                             |               | -            | mérkőzés                |              | -            | gól          |